# High School
«High School» (с англ. — «Старшая школа») — песня американской рэп-исполнительницы Ники Минаж, записанная для переиздания второго альбома Минаж Pink Friday: Roman Reloaded — The Re-Up. Песня записана при участии рэпера Лила Уэйна и была выпущена в качестве третьего сингла с альбома 16 апреля 2013 года.

## История
29 ноября 2012 года Ники провела голосование среди фанатов, с целью выбрать следующий сингл с The Re-Up. Несмотря на то, что победила песня «I’m Legit», а «High School» была лишь второй, следующим синглом была объявлена именно она. Песня официально была признана продолжением песни «Hood Story» с микстейпа Ники Playtime is Over.

## Критический приём
Песня получила положительные отзывы от критиков, которые хвалили лирику, рэп Ники и Уэйна и вокал Ники в припеве.

## Коммерческий приём
Сингл показал самые лучшие показатели среди всех синглов с The Re-Up. Песня стала единственным синглом с релиза, который смог попасть в главный сингловый чарт США — Billboard Hot 100. Пиком для сингла стала № 64 строчка. В Великобритании сингл смог достигнуть 31-й строчки в главном сингловом чарте страны.

## Видеоклип
Видеоклип на сингл был снят 11 марта 2013 года и был выпущен 2 апреля. В видеоклипе снялись рэпер Birdman и актёр Эмилио Ривера. Видеоклип снят в стиле «истории любви». Минаж играет дочь дона Мафии, которого сыграл Ривера, а Уэйн является гостем дона, который влюбляется в его дочь с первого взгляда.

## Выступления
Минаж выступала с песней на премии Billboard Music Awards 2013, а также на шоу Джимми Киммела. Песня также несколько раз была исполнена в туре Минаж Pink Friday: Reloaded.

## Чарты и сертификации

### Недельные чарты
| Чарт (2013)                                | Высшая позиция |
| ------------------------------------------ | -------------- |
| Австралия (ARIA)                           | 57             |
| Бельгия/Фландрия (Ultratip Bubbling Under) | 11             |
| Бельгия (Ultratop Flanders Urban)          | 12             |
| Бельгия/Валлония (Ultratip Bubbling Under) | 9              |
| Канада (Billboard Canadian Hot 100)        | 81             |
| Ирландия (IRMA)                            | 47             |
| Франция (SNEP)                             | 91             |
| Нидерланды (Single Top 100)                | 83             |
| Шотландия (OCC Scotland)                   | 34             |
| Великобритания (OCC UK Singles)            | 31             |
| Великобритания (OCC UK Hip Hop/R&B)        | 6              |
| США (Billboard Hot 100)                    | 64             |
| США (Billboard Hot R&B/Hip-Hop Songs)      | 20             |
| США (Billboard Rhythmic)                   | 22             |

### Годовые чарты
| Чарт (2013)                           | Позиция |
| ------------------------------------- | ------- |
| Бельгия (Ultratop Flanders)           | 65      |
| США (Billboard Top R&B/Hip-Hop Songs) | 62      |

### Сертификации
| Регион                                                       | Сертификация | Продажи  |
| ------------------------------------------------------------ | ------------ | -------- |
| США (RIAA)                                                   | Золотой      | 500 000* |
| * Данные о продажах приведены только на основе сертификации. |              |          |

## История релиза
| Страна | Дата           | Формат                      | Ссылка |
| ------ | -------------- | --------------------------- | ------ |
| США    | 16 апреля 2013 | Радио Rhythmic contemporary | [ 23 ] |